# 春亭右乃香
春亭 右乃香（しゅんてい うのか、本名：名村佐和）は寄席文字書家。女性。

## 経歴
東京都出身。1986年早稲田大学第一文学部入学、卒業。大学では落語研究会に所属。
1987年に橘右近に入門。1994年に「橘右乃香」の名前を許される。
師匠没後の2001年に「春亭右乃香」を名乗り独立、活躍中。

## 主な仕事
- 木馬亭 看板・めくり[4]
- 毎日文化センター（東京）寄席文字講座
- 寄席文字築地研究会 主宰

## 書籍
- 寄席文字手ならい帖（グラフィック社、2010年8月）ISBN 978-4766121544
- はじめてでもきれいに書ける 寄席文字 (メイツ出版、2024年3月）ISBN 978-4780428759